# Басов, Владимир Степанович
Владимир Степанович Басов (24 сентября 1909 год, Санкт-Петербург — дата и место смерти не известны) — передовик производства, токарь Ленинградского завода бумагоделательных машин имени 2-й пятилетки Министерства химического и нефтяного машиностроения СССР. Герой Социалистического Труда (1966).

## Биография
Родился в Санкт-Петербурге в рабочей семье. С 1926 года работал токарем в инструментальном цехе завода бумагоделательных машин в Ленинграде. 
Внёс несколько рационализаторских предложений и изобретений, которые привели к увеличению производительности труда и снижению себестоимости машин. Разработал метод изготовления лопастей бумагоделательной машины из синтетических материалов. В 1966 году удостоен звания Героя Социалистического Труда «за выдающиеся успехи  в выполнений заданий седьмой пятилетки, высокое качество изделий и новаторство в работе».

## Награды
- Герой Социалистического Труда — указом Президиума Верховного Совета СССР от 25 июня 1966 года
- Орден Ленина
- Медаль «За трудовое отличие» (12.01.1942)